# Rautujärvi (sjö i Enare, Lappland)
Rautujärvi är en sjö i kommunen Enare i landskapet Lappland i Finland. Arean är 36 hektar och strandlinjen är 2,91 kilometer lång. Sjön  ingår i Pasvik älvs huvudavrinningsområde.   Den ligger omkring 270 kilometer norr om Rovaniemi och omkring 980 kilometer norr om Helsingfors. 